# جنگ انگلیس و فرانسه (۱۲۱۳–۱۲۱۴)
جنگ انگلیس و فرانسه یک درگیری بزرگ قرون وسطایی بود که پادشاهی فرانسه را در برابر پادشاهی انگلستان و کشورهای مختلف دیگر قرار داد. این جنگ در تلاشی برای مهار قدرت رو به رشد فیلیپ دوم، پادشاه فرانسه و بازپس‌گیری متصرفات قاره‌ای آنژوین، جان، پادشاه انگلستان بود که یک دهه پیش از آن فیلیپ دوم باخته بود. این جنگ به‌طور گسترده به عنوان اولین جنگ ائتلاف ضد فرانسوی در نظر گرفته می‌شود و در نبرد تعیین‌کننده بووین پایان یافت، جایی که فیلیپ انگلستان و متحدانش را شکست داد.
دوک‌نشین نورماندی که زمانی محل درگیری بین ریچارد یکم، پادشاه انگلستان و فیلیپ دوم بود، به یکی از نقاط داغ جنگ‌های قرون وسطی انگلیس و فرانسه تبدیل شد، زیرا پادشاه انگلستان مجبور بود از یک قلمروی قاره‌ای بسیار نزدیک به پاریس دفاع کند. در سال ۱۲۰۲، فیلیپ دوم تهاجم به نورماندی را راه اندازی کرد، که نقطه اوج آن محاصره شش‌ماهه قلعه گیرد بود که فتح دوک‌نشین و سرزمین‌های مجاور انجامید.
در سال ۱۲۱۴، زمانی که پاپ اینوسنت سوم اتحادی از ایالت‌ها را علیه فرانسه تشکیل داد، جان در آن عضو شد. پیروزی فرانسه منجر به فتح کنت‌نشین فلاندرز شد و به تلاش‌های بیشتر جان برای بازپس‌گیری سرزمین‌های از دست رفته خود پایان داد.
این درگیری قسمتی از مبارزه یک قرنی بین دودمان کاپت و دودمان پلانتاژنه بر سر قلمروهای آنژوین در فرانسه بود که با به سلطنت رسیدن هنری دوم در سال ۱۱۵۴ و رقابت او با لوئی هفتم آغاز شد و با پیروزی لوئی نهم بر هنری سوم در نبرد تیلبورگ در سال ۱۲۴۲ به پایان رسید.